# Бела лађа (6. сезона)
Шеста сезона телевизијске серије Бела лађа је премијерно емитована на Првом програму Радио телевизије Србије у периоду од 29. јануара до 1. априла 2012. године.

## Продукција
Серија је претрпела највеће продукцијске изазове пре снимања овог циклуса, јер су морали да буду уклоњени ликови Срећка Шојића и Димитрија Пантића, који су у првом циклусу били две главне улоге.
Наиме, 10. новембра 2011. године, преминуо је Петар Краљ. На почетку циклуса, његов лик је и даље уз велика ограничења био присутан (без дијалога и приказивања лица), али је потом пресељен у болницу.
Одмах потом, серију је неколико дана пред снимање циклуса напустио и Милан Лане Гутовић, због наводног ниског хонорара. Телевизија је одбила да му исплати тражени хонорар, уз образложење да су услови које је поставио "неприхватљиви". Како је Гутовић напустио серију сценариста је, према сопственом признању, био принуђен да у року од месец дана преправи и поново напише циклус, што је навео као "најтежи посао који је радио".
Сама структура серије је промењена тако што је лик Шојића сценариста послао у затвор, а у серији су у овом циклусу као главне личности фигурирали два друга лика: нови лик, Шојићев кум Баћко Бојић (Бранимир Брстина) и Јанаћко Јањић (Милан Васић), до тада споредна улога којој је у овом циклусу дат већи простор. Због учешћа у пројекту Тесна кожа 5 серију је напустио и Гојко Балетић. Нису се појавили ни глумци из до тада стандардне поставе: Милош Биковић (Филип Пантић) и Дејан Луткић (Аламуња), као ни Милан Томић који је играо Станимира Стојковића, Шојићевог телохранитеља.

## Радња
Изненадно хапшење Шојића неколико дана пре избора, на чело странке доводи његовог кума, Баћка Бојића, који је у претходном периоду био у иностранству. На место другог човека се фактички пробија Јанаћко. Сви политички актери, од премијера Мајсторовића, до Блашка и Мире Пантић постају подозриви и веома амбициозни. Баћко Бојић користи хапшење свог кума и изградњу комбината на „Магарећим ливадама“ за сопствене политичке амбиције. Схватајући да странка финансијски лоше стоји, покушава да пронађе где је Шојић сакрио новац у својој кући, што је раније више пута спомињано, али је било и питање да ли дотична свота постоји. На крају новац проналази Ћирко, који заједно са Јанаћком и Пањковићем оснива сопствену страначку фракцију, насупрот другој у којој остају Баћко, Шпиц и Пикилић. На изборима, Мајсторовићева странка осваја 17%, што сам премијер сматра великим успехом. Све мање странке − „Ренесанса“, „Здрав разум“ и „Поштени грађани- Димитрије Пантић“ једва прелазе цензус. Као најстарији посланик, баба Роска председава новим сазивом скупштине, а помаже јој Мира Пантић, као најмлађа. У финалној сцени серије, приказује се свадба Петричевића са Мициком. На броду „Бела лађа“ се окупљају сви политичари, мафија и амбасадори. Док брод плови низ реку без кормилара, у замраченој просторији они састављају владу. У финалном дијалогу, Крља пита лучке раднике када ће се брод вратити, јер мора да пита Шпица од чега ће да купи храну за крокодиле.

## Улоге
| Глумац              | Улога                    | Епизоде (у сезони)         |
| ------------------- | ------------------------ | -------------------------- |
| Бранимир Брстина    | Баћко Бојић              | 1-10                       |
| Милан Васић         | Јанаћко Јањић            | 1-10                       |
| Предраг Смиљковић   | Тихомир Стојковић        | 1-10                       |
| Ненад Јездић        | Благоје "Блашко" Пантић  | 2, 3, 4, 5, 6, 7, 8, 9, 10 |
| Мина Лазаревић      | Мирослава Пантић         | 2, 3, 4, 5, 6, 7, 8, 9, 10 |
| Александар Дунић    | Милорад Ћирковић "Ћирко" | 1, 2, 3, 4, 5, 6, 7, 9, 10 |
| Небојша Илић        | Мирослав Станковић       | 2, 3, 4, 5, 6, 7, 8, 9, 10 |
| Милица Милша        | Мелиса Рајковић          | 1, 2, 3, 4, 5, 6, 7, 9, 10 |
| Мира Бањац          | Розалија Михајловић      | 1, 2, 3, 4, 6, 7, 9, 10    |
| Миленко Павлов      | Пикилић                  | 1, 2, 3, 4, 5, 7, 8, 10    |
| Душан Голумбовски   | Озрен Солдатовић         | 3, 4, 5, 6, 7, 8, 10       |
| Предраг Ејдус       | Хаџиздравковић           | 2, 3, 4, 6, 7, 8, 10       |
| Михаило Јанкетић    | Живојин Мајсторовић      | 3, 4, 5, 6, 7, 9, 10       |
| Драган Вујић        | Здравко Пањковић         | 1, 4, 9, 10                |
| Љиљана Драгутиновић | Персида "Сида" Пантић    | 2, 3, 10                   |